# Cioccolato delle forze armate italiane
Il cioccolato militare è parte delle razioni standard delle forze armate italiane sin dal 1952, anno di introduzione della Razione K in Italia, prodotto dallo Stabilimento chimico farmaceutico militare, e viene distribuito alle truppe come parte della dotazione di base delle razioni da campo, nella quale è presente nel pacco adibito alla colazione. 

## Mercato
È disponibile anche sul mercato civile italiano a partire dal 10 marzo 2018, grazie all’accordo fra l’Istituto chimico farmaceutico militare di Firenze e l'azienda Fonderia del cacao.
Il cioccolato militare è un cioccolato fondente al 70% confezionato nei formati da 50 grammi e da 100 grammi e in tavoletta da 200 grammi che si affiancano ai cioccolatini da 5 grammi e come crema spalmabile in tubetto di alluminio.